# مايكل وارد (موسيقي)
مايكل وارد (بالإنجليزية: Michael Ward)‏ هو موسيقي أمريكي، ولد في 21 فبراير 1967 في لوس أنجلوس في الولايات المتحدة.

## وصلات خارجية
- مايكل وارد على موقع ميوزك برينز (الإنجليزية)
- مايكل وارد على موقع أول ميوزيك (الإنجليزية)
- مايكل وارد على موقع أول ميوزيك (الإنجليزية)
- مايكل وارد على موقع ديسكوغز (الإنجليزية)